# Wygonowski Rezerwat Krajobrazowy
Wygonowski Rezerwat Krajobrazowy (biał. Ландшафтны заказнік «Выганашчанскае»; ros. Республиканский ландшафтный заказник «Выгонощанское») – rezerwat przyrody o znaczeniu republikańskim położony na Białorusi, chroniący ekosystemy leśno-bagienne w okolicy jezior Wygonowskiego i Bobrowickiego. Znajduje się na liście konwencji ramsarskiej.

## Położenie
Rezerwat położony jest na Polesiu. Administracyjnie leży w obwodzie brzeskim, w większości w rejonie iwacewickim oraz w mniejszych fragmentach w rejonach lachowickim i hancewickim.

## Historia
Wygonowski Rezerwat Hydrologiczny został utworzony dekretem Rady Ministrów BSSR z 18 listopada 1968. Decyzją Rady Ministrów Republiki Białorusi z 27 grudnia 2007 uzyskał status rezerwatu krajobrazowego.

## Geomorfologia i biotopy
Rezerwat chroni największy zachowany obszar leśno-bagienny na wododziale zlewisk Morza Bałtyckiego i Morza Czarnego, będący jednym z największych tego typów kompleksów na Białorusi.
Obszar ukształtował się podczas zlodowaceń plejstoceńskich. Rzeźba terenu jest delikatnie pofałdowana przez wydmy o wysokości przeważnie 2-5 m.
67,4% powierzchni rezerwatu zajmują lasy, głównie bagienne, z wiodącą rolą brzozowych lasów bagiennych. Występują też bory sosnowe. 29% powierzchni zajmują tereny podmokłe, głównie bagna. Ok. 3% powierzchni rezerwatu zajmują tereny przekształcone przez człowieka (m.in. nieczynne kopalnie torfu).
W północnej części rezerwatu występują gleby darniowo-bielicowe i piaszczysto-gliniaste, a wokół Szczary mady; w południowej zaś gleby torfowo–bagienne, darniowo–bielicowo-bagienne i piaszczyste. Ponadto na znacznych obszarach rezerwatu występują gleby torfowiskowe oraz torfowiska - głównie niskie, jednak występują też torfowiska przejściowe i wysokie.

## Hydrologia
Rezerwat położony jest w zlewiskach Szczary i Jasiołdy. Na jego obszarze znajdują się dwa duże jeziora Wygonowskie (jedno z największych jezior Białorusi) i Bobrowickie.

## Fauna i flora

### Fauna
Wygonowski Rezerwat Krajobrazowy zamieszkuje 221 gatunków ptaków (z których 184 tutaj gniazduje), 51 ssaków, 21 ryb, 8 płazów oraz 5 gatunków gadów.
Do gatunków ptaków występujących na terenie rezerwatu zaliczają się: nur czarnoszyi, bąk, bączek, ślepowron zwyczajny, bocian czarny, podgorzałka, rybołów, kania czarna, bielik zwyczajny, gadożer, błotniak zbożowy, orlik krzykliwy, orlik grubodzioby, orzełek włochaty, kobuz, zielonka, derkacz, żuraw, dubelt, rycyk, kulik wielki, mewa siwa, puchacz, sóweczka, puszczyk mszarny, puszczyk uralski, uszatka błotna, dzięcioł białogrzbiety, dzięcioł trójpalczasty, dzięcioł zielony, zimorodek, wodniczka, dzierlatka i sikora lazurowa.
Inne zwierzęta reprezentują: z ssaków: łoś euroazjatycki (jedna z największych grup na Białorusi), borsuk europejski, nocek łydkowłosy, borowiec leśny, mroczek pozłocisty, popielica szara, orzesznica leszczynowa, ryś euroazjatycki, dzik euroazjatycki, sarna, zając, wilk szary, lis, kuna i gronostaj europejski; z owadów: tęcznik mniejszy, biegacz Menetriesego, biegacz szykowny, carabus clatratus, biegacz fioletowy, biegacz skórzasty, przeplatka maturna, szlaczkoń torfowiec, osadnik wielkooki, chariaspilates formosaria, błyszczka zosimi, niedźwiedziówka krasa, żagnica zielona, strzępotek edypus, trzmiel żółty, z gadów gniewosz plamisty, żółw błotny i żmija zygzakowata (jedna z największych populacji w Europie Środkowej); z pierścienic: pijawka lekarska.

### Flora
Na terenie rezerwatu rośnie 547 gatunków roślin naczyniowych i 92 gatunków mszaków. 
23 występujących tu gatunków roślin naczyniowych i 3 mszaków wpisanych jest do Czerwonej Księgi Białorusi.
Rośliny reprezentują m.in. paprotka zwyczajna, miesiącznica trwała, salix turanica, czosnek niedźwiedzi, arnika górska, podkolan zielonawy, lilia złotogłów, kostrzewa leśna, jezierza morska, jezierza mniejsza, wełnianka delikatna, gnidosz królewski, kosaciec syberyjski, kukuczka kapturkowata, aldrowanda, gnieźnik sercowaty, bluszcz pospolity, obuwik pospolity, gnieźnik jajowaty, wierzba borówkolistna, turzyca obła, trzcinnik prosty, haczykowiec błyszczący, mokradłoszka zaostrzona i żywiec cebulkowy.
Gatunkami drzew lasotwórczych lasów rezerwatu są olsza czarna, brzoza omszona, brzoza brodawkowata, topola osika i sosna. Występuje też wierzba.

### Mykobiota
Występuje tu 74 gatunki porostów, w tym 3 wpisane do Czerwonej Księgi Białorusi (cetrelia cetrarioides, granicznik płucnik i menegazzia terebrata).

## Turystyka
Przez tereny Wygonowskiego Rezerwatu Krajobrazowego wytyczonych jest kilka szlaków pieszych i wodnych. Przebiega tu XVIII wieczny Kanał Ogińskiego. W Wygonoszczy działa ośrodek edukacji ekologicznej oraz baza noclegowa.

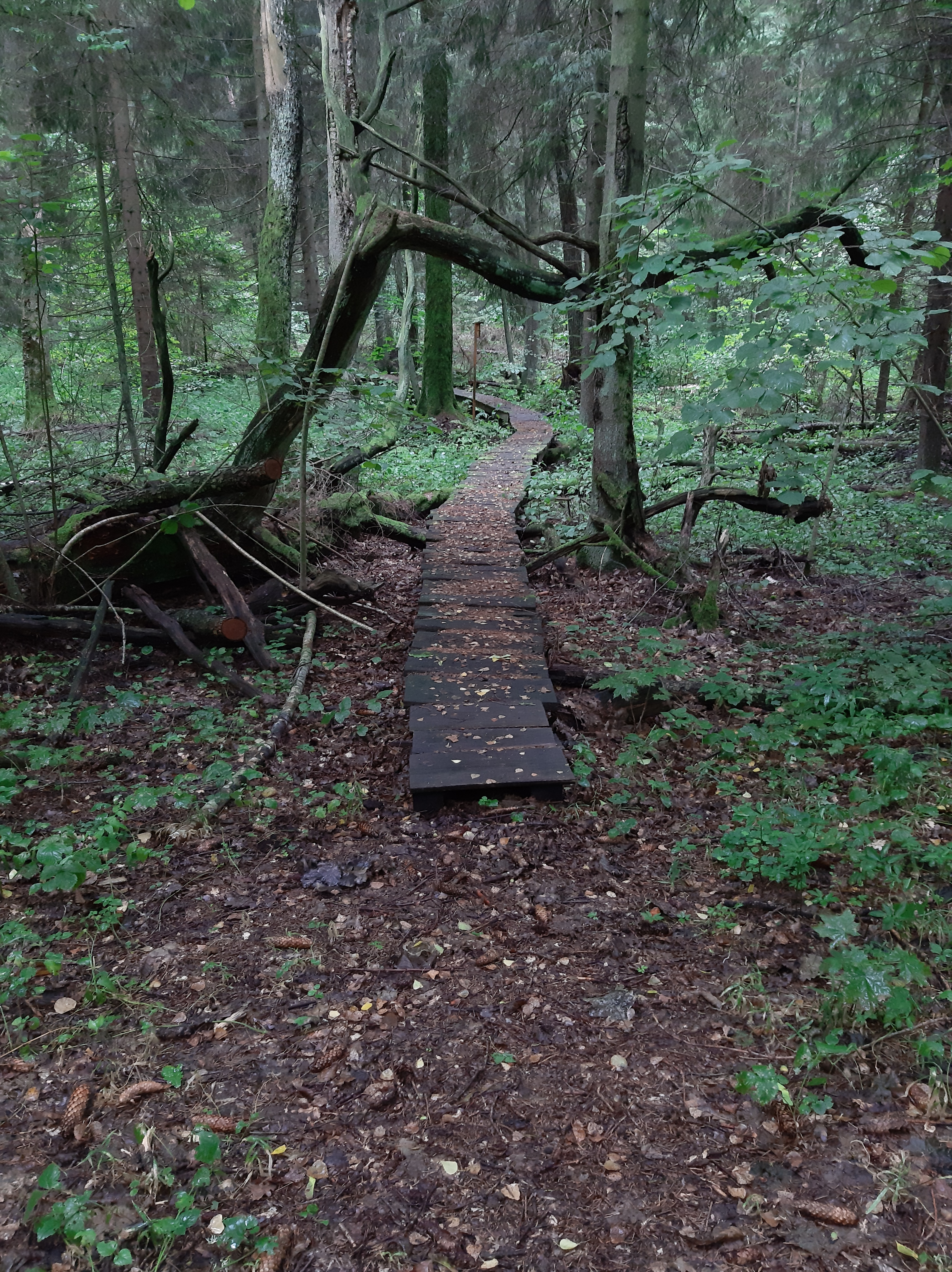
szlak na terenie rezerwatu
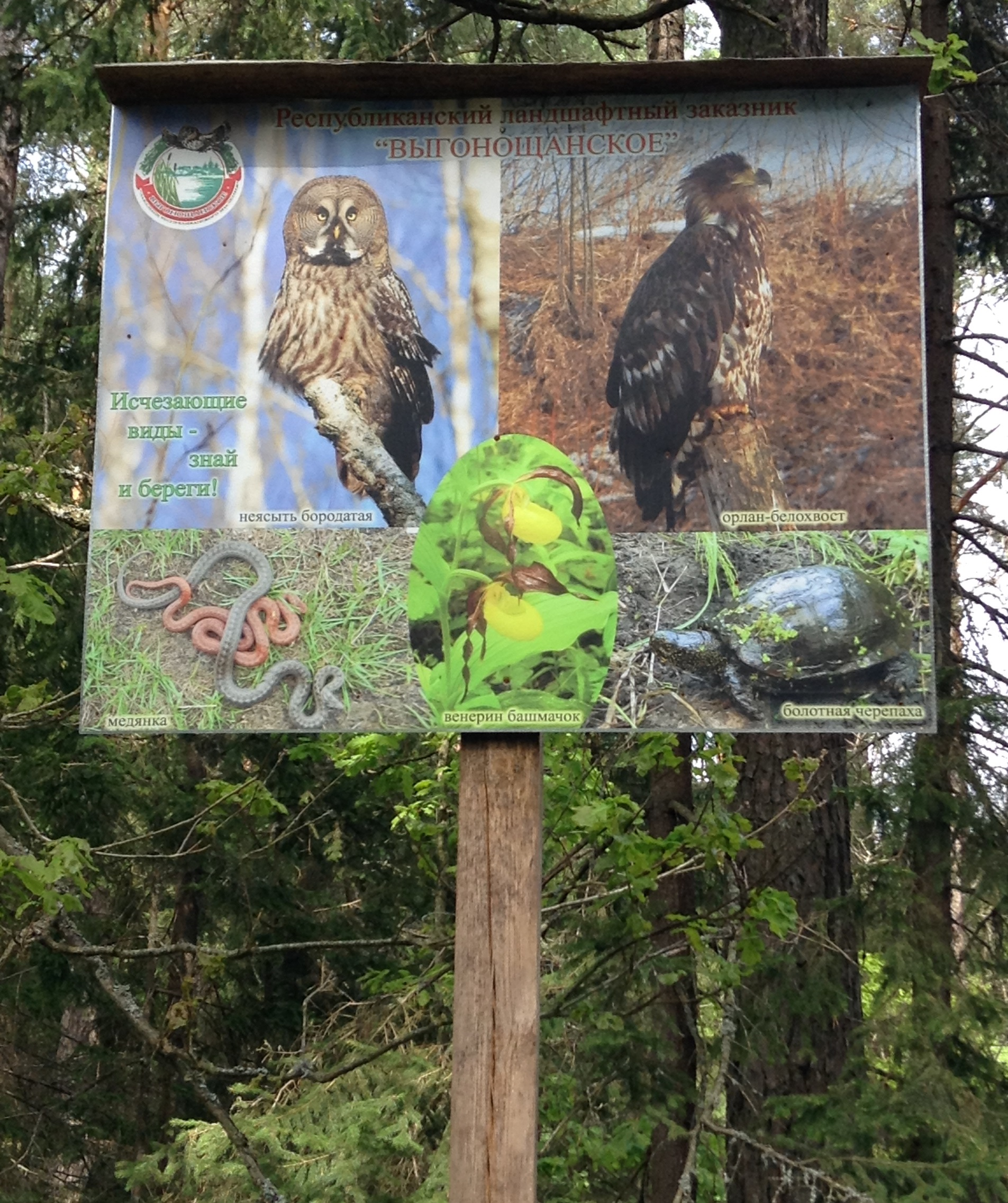
tablica informacyjna
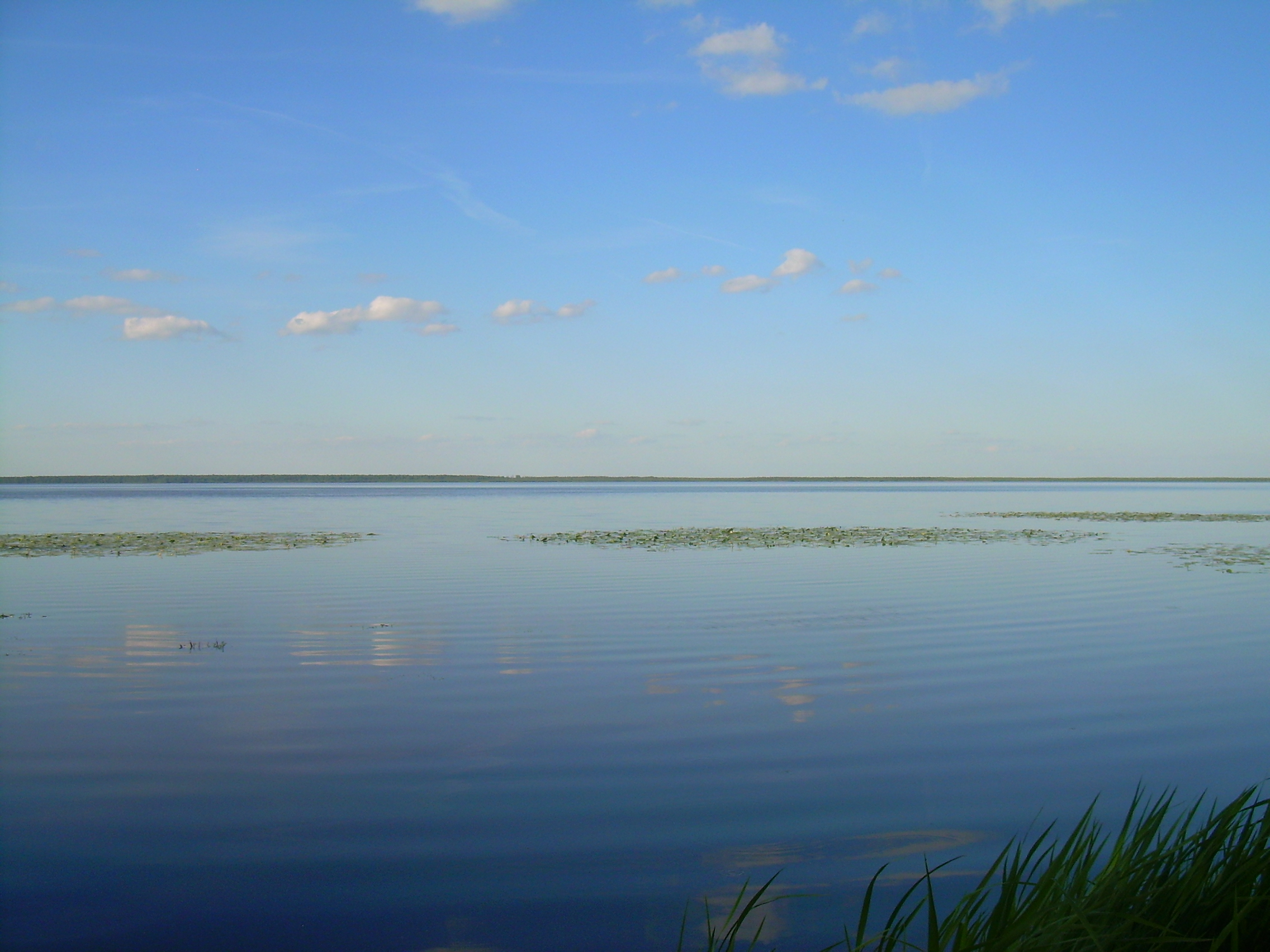
Jezioro Wygonowskie